# Вільшук Василь Михайлович
Васи́ль Миха́йлович Вільшу́к (1 січня 1946, Виноград Коломийського району — 12 квітня 2018, Івано-Франківськ) — український скульптор, лауреат Шевченківської премії.

## Життєпис
Закінчив 1975 року Львівський інститут прикладного і декоративного мистецтва, педагогами з фаху були В. Борисенко, Д. Крвавич, Е. Мисько. З 1975 року працював на Івано-Франківському художньо-виробничому комбінаті Художнього фонду УРСР.
Автор і виконавець:
- кам'яного панно на фасаді Івано-Франківського театру «Троїсті музики» і багатопланового твору-панно в камені у головному фоє;
- барельєфа І. Франка — 1980 — в тому ж Івано-Франківському музично-драматичному театрі;
- меморіальна композиція «Тарас Шевченко» — 2001;
- меморіальна композиція «Степан Ленкавський» — 2001;
- каплиці і пам'ятного знаку полеглим бійцям УПА в селі Грабовець — 2002;
- пам'ятник знак майору УПА Костянтину Петеру на місці смертельного бою (Рожнятівщина);
- пам'ятника В. Чорноволу в Івано-Франківську — 2005.

Лауреат Шевченківської премії 1982 року — разом з С. П. Сліпцем, Г. Д. Сосновим — архітектори, В. О. Шевчуком — художником, А. С. Овчарем — столяр-червонодеревник, В. М. Лукашком — різьбяр; усі — автори художньо-декоративного оформлення театру, Л. Г. Сандлером — інженер та автор проєкту — за використання мотивів народної творчості при створенні приміщення музично-драматичного театру ім. І. Я. Франка в Івано-Франківську.
З 1986 року був членом НСХУ.